# شیر وانیل
شیر وانیل، شیری سفید همراه با مزه و بوی وانیل است. وانیل گاهی مصنوعی است گرچه گاهی از وانیل اصل استفاده می‌گردد. از آن‌جایی که عصاره وانیل گاهی دارای الکل است، ریختن مقدار بسیاری وانیل در شیر، آن را به نوشیدنی الکلی تبدیل می‌کند.
از نظر تجاری، شیر وانیل به‌وسیله یک گونه از ترکیبات اصلی مانند شیر گاو، شیر سویا و شیر بادام تولید می‌شود.